# Konstnärsförbundet

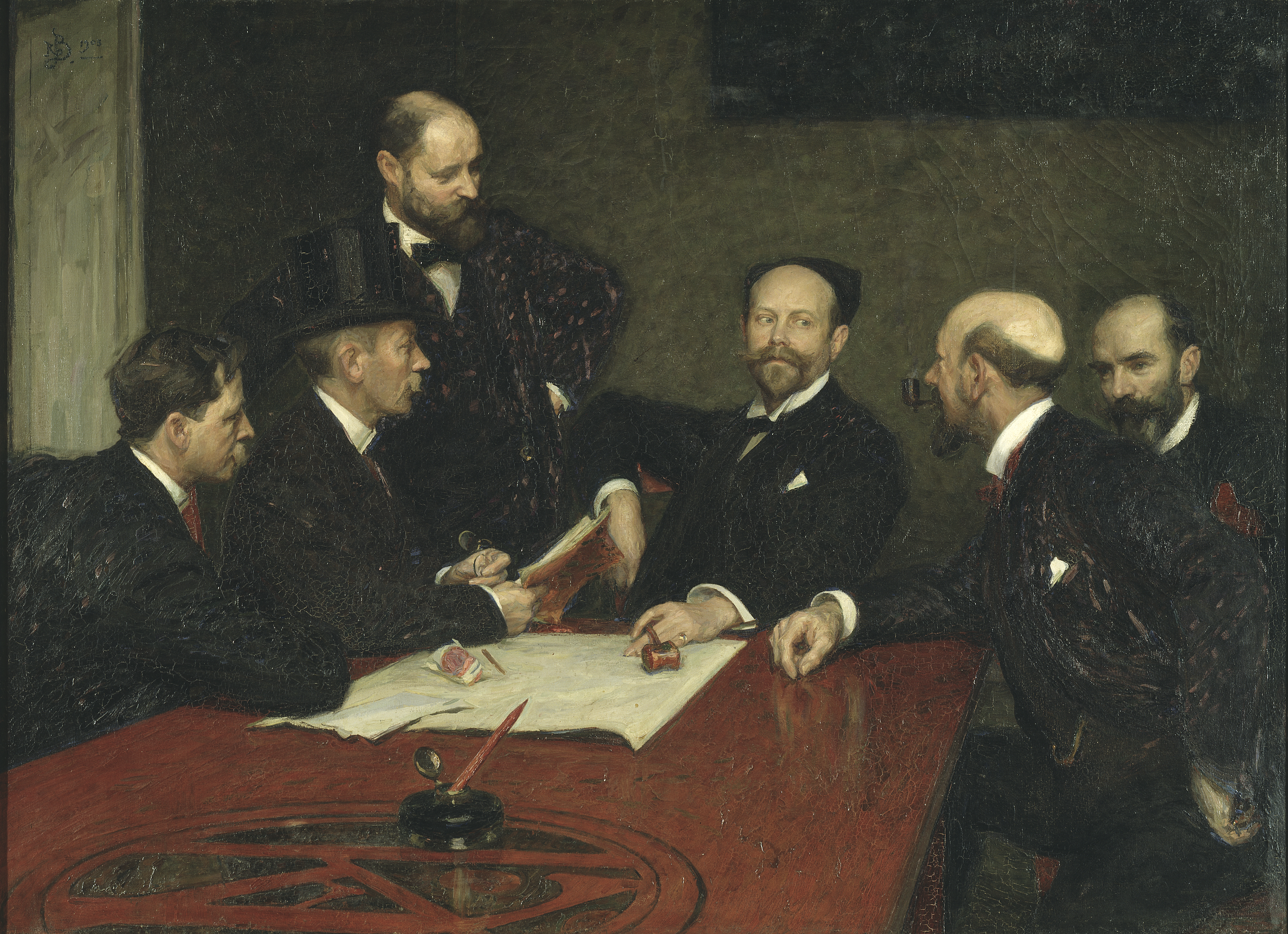
Richard Bergh Konstnärsförbundets styrelse, 1903, Schwedisches Nationalmuseum, basierend auf einer Fotografie von Tekla Nordström

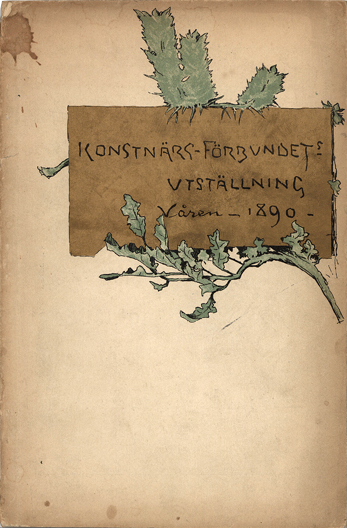
Katalog der Ausstellung von 1890, Deckblatt von Karl Nordström

Konstnärsförbundet (schwedisch für „der Künstlerverband“) war der Name eines 1886 gegründeten und 1920 aufgelösten schwedischen Künstlervereins. Er ging aus der 1885 gegründeten Gruppe schwedischer Maler namens Opponenterna hervor, deren treibende Kraft Ernst Josephson war.

## Vorgeschichte
Gegen Ende der 1860er Jahre ließen sich schwedische Maler wie Alfred Wahlberg und Hugo Salmson (1843–1894) vorzugsweise in Paris ausbilden, statt wie bisher in Düsseldorf oder München. In Frankreich wurden sie Anhänger der Freilichtmalerei und des Realismus. Bei ihrer Rückkehr stießen diese Maler mit ihren Werken, wie auch ihre norwegischen Kollegen in ihrer Heimat, auf Ablehnung bei den großen Kunstinstitutionen. Die Kungliga Akademien för de Fria konsterna und das 1866 erbaute Schwedische Nationalmuseum bevorzugten mythologische und Historienmalerei für ihre Sammlungen und jährlichen Sonderschauen. Ablehnung gab es aber auch seitens der Heimgekehrten, die mit diesen Ansprüchen nichts mehr anfangen konnten und eine Reform der Künstlerausbildung und Talentförderung forderten.
Es gab verschiedene Gründe für die Rückkehr schwedischer Künstler: Zum einen hatte sich die Situation in Frankreich für Ausländer im Rahmen der Dreyfus-Affäre, dem Panamaskandal und unter dem Einfluss von Georges Boulanger verschlechtert, zum anderen aber hegten viele Künstler Sehnsucht nach Schweden und seinen Eigenheiten. So fand eine Neubewertung der schwedischen Landschaft statt, die vorher als ungeeignet galt, gemalt zu werden. Ein beliebtes Motiv zur Erzeugung von „stämning“ war Midsommar.
Ernst Josephson hatte anlässlich der 150-Jahr-Feier der Akademie bereits in zwei Aufsätzen, die am 29. November respektive am 10. Dezember 1884 in Dagens Nyheter erschienen waren, Kritik am bestehenden Kunstbetrieb geäußert. Am 27. März 1885 wurde der Akademie eine von ihm verfasste Erklärung überreicht, die 86 schwedische Künstler unterzeichnet hatten. Am 1. April 1885 eröffnete die Ausstellung „Från Seinens strand“ (Vom Ufer der Seine) in Blanchs konstsalong am Kungsträdgården mit circa 100 Werken. Vertreten waren Carl Larsson, Anders Zorn, Nils Kreuger, Bruno Liljefors, Karl Nordström und Georg Pauli, insgesamt 18 Künstler. Am 15. September 1885 folgte „Opponenternas utställning“, wiederum in Blanchs konstsalong. Diesmal mit 155 Werken von 50 Künstlern. Sie wurde im Sommer darauf in Göteborg gezeigt. Sie kann als Zäsur in der Geschichte der schwedischen Malerei gelten.

## Gründung
Am 16. August 1886 schlossen sich viele der Ausstellenden in Paris unter der Leitung Josephsons zum Konstnärsförbundet zusammen. Ihr primäres Ziel sahen sie in der Organisation einer jährlichen Ausstellung. An ihr durften jedoch keine Akademie-Mitglieder teilnehmen. Die erste fand am 8. Oktober 1886 in Stockholm statt und zeigte 150 Werke von 59 Künstlern. Der Verband hatte bis 1892 neben dem Sitz in Stockholm noch einen weiteren in Paris. Er organisierte im Übrigen auch die Teilnahme der schwedischen Künstler an der Pariser Weltausstellung 1889. Schwedens Regierung unter Gillis Bildt wollte an einer Ehrung der französischen Revolution im Jubiläumsjahr nicht offiziell teilnehmen und überließ dem Verband die Repräsentation des Landes.

## Entwicklung
Es gab jedoch auch innerhalb des Verbandes Streitigkeiten, um die Ausführung von Ausstellungen und etwaige Kooperation mit der Akademie. Josephson hatte bereits im Frühjahr 1887 den Verband verlassen. 1890 wies der Verein 96 Mitglieder auf. 1900 zählte er nur noch 29 und 1910 21 Mitglieder. Doch war die Gruppe nun wesentlich homogener und schaffte es, viele Ausstellungen auf die Beine zu stellen, darunter 1910 in Berlin unter dem Titel «Schwedische Secession».

## Mitglieder (Auswahl)
- Richard Bergh
- Hugo Birger
- Oscar Björck
- Eva Bonnier
- Ernst Josephson
- Nils Kreuger
- Olof Krumlinde
- Carl Larsson
- Bruno Liljefors
- Karl Nordström
- Jenny Nyström
- Georg Pauli
- Hanna Pauli
- Robert Thegerström
- Carl Wilhelmson
- Anders Zorn